# Siphlonurus demarayi
Siphlonurus demarayi is een haft uit de familie Siphlonuridae. De wetenschappelijke naam van de soort is voor het eerst geldig gepubliceerd in 1981 door Kondratieff & Voshell.
De soort komt voor in het Nearctisch gebied.